# Jean-Baptiste Crenière
 (septembre 2024).
Jean-Baptiste Crenière est un homme politique français né le 10 juin 1744 à Vendôme (Loir-et-Cher) et décédé à une date inconnue.
Négociant, il est député du tiers état aux États généraux de 1789 pour le bailliage de Vendôme. Il est élu député de Loir-et-Cher au Conseil des Anciens le 23 vendémiaire an IV.

## Sources
- « Jean-Baptiste Crenière », dans Adolphe Robert et Gaston Cougny, Dictionnaire des parlementaires français, Edgar Bourloton, 1889-1891 [détail de l’édition]